# Kingsport
Kingsport – miasto w Stanach Zjednoczonych, w stanie Tennessee. Liczba mieszkańców w 2005 roku wynosiła 44 000.
W mieście rozwinął się przemysł poligraficzny, materiałów budowlanych, papierniczy oraz chemiczny.